# ICMDS
Dział Sieciowy ICM (DS ICM) Uniwersytetu Warszawskiego był jednostką wyodrębnioną z ICM, zajmującą się świadczeniem jednostkom Uniwersytetu Warszawskiego m.in. usługi związane z dostępem do uniwersyteckiej sieci szkieletowej, do sieci PIONIER oraz do Internetu. Pełnił również rolę koordynującą i doradczą w zakresie projektów i inwestycji informatycznych, w szczególności związanych z wykorzystaniem technik sieciowych.
Dział Sieciowy ICM został utworzony jesienią 2000 roku celem realizacji zadań związanych z obsługą i rozwojem sieci szkieletowej Uniwersytetu Warszawskiego, powierzonych ICM przez Władze UW (sygn. RJM/464/2000 z dnia 7 sierpnia 2000 r.). Tym samym organizacyjnie nastąpiło ujednolicenie zarządzania sieci uniwersyteckich Zgrupowania Krakowskie Przedmieście z siecią akademicką Zgrupowania Ochota.
1. października 2010 zarządzeniem Rektora UW Dział Sieciowy został rozwiązany, a jego obowiązki zostały przekazane do Działu Sieci Komputerowych w ramach administracji centralnej UW.